# Vidic
Vidic je 60. najbolj pogost priimek v Sloveniji, ki ga je po podatkih Statističnega urada Republike Slovenije na dan 31. decembra 2007 uporabljalo 1.650 oseb, na dan 1. januarja 2011  pa 1.643 oseb. 

## Znani nosilci priimka
- Alenka Vidic, flavtistka, glasbena pedagoginja
- Andrej Vidic, izdelovalec lučk v jajčnih lupinah na Bledu
- Andrej Vidic, avtomobilski dirkač
- Barbara Vidic (1951—2007), slikarka, restavratorka
- Damijan Vidic, fotograf
- Darja Vidic (*1947), kostumografinja (akad. slikarka)
- Darko Vidic, baritonist
- Drago Vidic (*1960), nordijski kombinatorec
- Fran Vidic (1872—1944), literarni zgodovinar
- Franc Vidic (*1957), dr. geologije, alpinist
- Helena Vidic Lesjak (*1987), dirigentka, skladateljica
- Ivan (Ivo) Vidic (1938—2024), novinar
- Jan Vidic (*1986), nogometaš
- Jana Vidic (*1970), novinarka, humanitarka
- Janez Vidic (1923—1996), slikar,  ilustrator
- Janez Vidic (1936—1998), duhovnik salezijanec in umetnostni zgodovinar
- Janez Vidic (*1977), vojaški častnik (SV), publicist
- Jože Vidic (1926—2018), partizan, pisatelj in kronist NOB
- Jože Vidic (1938—2020), salezijanec, duhovnik
- Jože Vidic (*1943), veterinar in kinolog
- Jože Vidic, sodnik
- Jože Vidic, veteran vojne za Slovenijo
- Jože Vidic  (*1974), baritonist, umetniški vodja Slovenskega okteta
- Ksenija Vidic, igralka
- Leon Vidic (1908—2004), teniški igralec
- Leon Vidic, fotograf
- Manja Vidic, humanitarka na Filipinih (pisarna Združenih narodov)
- Marko Vidic (*1955), zgodovinar, leksikograf, sourednik Enciklopedije Slovenije
- Matija Vidic (*2000), smučarski skakalec
- Matjaž Vidic (1947—1998), ilustrator
- Oton Vidic (1867—1944), sodnik
- Robi Vidic, glasbenik
- Štefan Vidic (1797—1861), gimnazijski profesor, šolnik
- Tanja Vidic (*1998), modna oblikovalka
- Teja Vidic (*1998), šahistka
- Urša Vidic (*1978), vizualna umetnica, scenografka
- Verena Štekar Vidic, zgodovinarka, kustodinja Čebelarskega muzeja (Radovljica)
- Vlado Vidic, častnik (=? vodja kriminalistično-tehničnega laboratorija RSNZ SRS)